# Längstwellensender Wilejka
Der Längstwellensender Wilejka ist das 43. Sendezentrum der russischen Marine, westlich von Wilejka in Belarus. Der Längstwellensender Wilejka dient zur Übermittlung von Nachrichten im Längstwellenbereich an getauchte U-Boote und zur Übermittlung von Zeitzeichen im Längstwellenbereich (Sender RJH69) auf mehreren Frequenzen zwischen 20,5 kHz und 25 kHz.

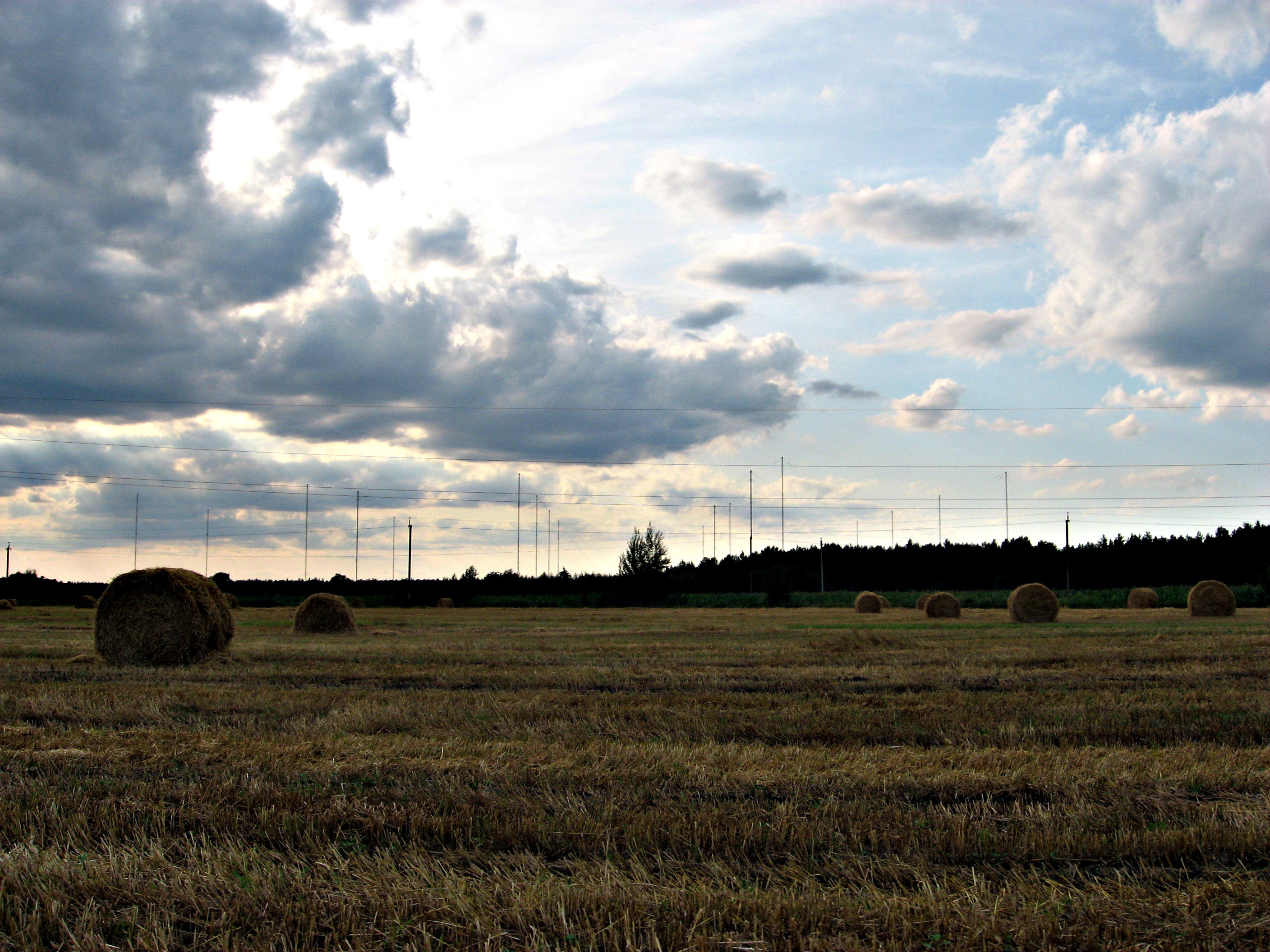
Die VLF Sendeantennen von Osten, 2009. Alle 18 Masten sind zu erkennen.

Wie beim einstigen Sender Goliath der deutschen Kriegsmarine besteht die Antennenanlage des Längstwellensenders Wilejka aus drei Antennensystemen mit je einem gegen Erde isolierten Zentralmast, von dem Antennendrähte zu je 6 geerdeten Ringmasten führen, wo diese an Isolatoren befestigt sind. Wie beim Goliath werden auch beim Längstwellensender Wilejka drei Ringmaste von zwei Antennensystemen genutzt, sodass nur 15 Ringmaste erforderlich sind. Eine weitere Gemeinsamkeit mit dem einstigen Sender Goliath besteht darin, dass die Zentralmaste aus Stahlrohr und die Ringmaste als Stahlfachwerk mit dreieckigem Querschnitt ausgeführt wurden.
Die Höhe der Ringmaste des Längstwellensenders Wilejka beträgt 270 Meter und die Höhe der Zentralmaste 305 Meter. Sie sind damit ziemlich genau 100 Meter höher als die entsprechenden Maste des einstigen Goliath-Senders.